# Piloto (automobilismo)
O piloto ou motorista é a denominação que se dá a pessoa que conduz profissionalmente um automóvel, utilizando conhecimentos técnicos de pilotagem com a manipulação e observação de parâmetros técnicos automotíveis, tais como: velocidade, altitude, pressões, temperaturas, marchas, rotações por minuto do motor, consumo de combustível, entre outros.
O equipamento deste profissional (o carro), é parte determinante para seu sucesso, não bastando somente ser um especialista em técnicas de pilotagem ou ter experiência. Quando se fala em qualidade de equipamento, a parte financeira se torna decisiva na evolução da carreira de um piloto. Basicamente, quem tem mais dinheiro, tem um equipamento melhor e consequentemente, resultados melhores. Tal fator é válido para qualquer categoria automobilística, do kart à Fórmula-1.
Nas categorias mais expressivas do automobilismo mundial, há ainda outras denominações de importância dentro de uma determinada equipe, como o segundo piloto (geralmente mais jovem e menos experiente) e o piloto de testes ou piloto reserva.